# Brenda Mercedes Flores
Brenda Mercedes Flores Serrano (sinh ngày 15 tháng 3 năm 1969 tại San Pedro Sula) là một chính trị gia người Haiti. Bà hiện đang giữ chức phó đại biểu của Quốc hội Honduras đại diện cho Đảng Quốc gia của Honduras cho Cortés.